# Dinoponera quadriceps
Dinoponera quadriceps é uma espécie de formiga do gênero Dinoponera, pertencente à subfamília Ponerinae.